# کارلو ماریا آباته
کارلو ماریا آباته (انگلیسی: Carlo Maria Abate؛ زادهٔ ۱۰ ژوئیهٔ ۱۹۳۲ در تورین – درگذشتهٔ ۲۹ آوریل ۲۰۱۹ در تورین) رانندهٔ مسابقات اتومبیل‌رانی اهل ایتالیا بود. او یکی از بهترین متخصصین خودروی فراری ۲۵۰ جی‌تی‌او بود. آباته ترجیح می‌داد که به‌جای نام تعمیدی‌اش، با نام «کارلو ماریو آباته» مورد خطاب قرار گیرد.

## نتایج کامل در مسابقات جهانی فرمول یک
(کلید)
| سال  | شرکت‌کننده                          | شاسی        | موتور        | ۱      | ۲      | ۳     | ۴           | ۵        | ۶          | ۷            | ۸      | ۹             | ۱۰            | قهرمانی رانندگان | امتیاز |
| ---- | ---------------------------------- | ----------- | ------------ | ------ | ------ | ----- | ----------- | -------- | ---------- | ------------ | ------ | ------------- | ------------- | ---------------- | ------ |
| ۱۹۶۲ | اسکودریا اس‌اس‌اس ریپابلیکا دی ونزیا | لوتوس ۱۸/۲۱ | کلیمکس ۴ خطی | هلند   | موناکو | بلژیک | فرانسه ت.ن. | بریتانیا | آلمان ت.ن. | ایتالیا      | آمریکا | آفریقای جنوبی |               | ر.ن.             | ۰      |
| ۱۹۶۳ | کنت وولپی                          | پورشه       | پورشه ۴ تخت  | موناکو | بلژیک  | هلند  | فرانسه      | بریتانیا | آلمان      | ایتالیا ت.ن. | آمریکا | مکزیک         | آفریقای جنوبی | ر.ن.             | ۰      |